# 吹上町小野
吹上町小野（ふきあげちょうおの）は、鹿児島県日置市の大字。旧阿多郡伊作郷小野村、阿多郡伊作村大字小野、日置郡伊作町大字小野、日置郡吹上町小野。人口は356人、世帯数は97世帯（2020年10月1日現在）。郵便番号は899-3306。

## 地理
日置市の南部、小野川の下流域に位置する。字域の北方から東方にかけては吹上町永吉、南方には吹上町花熟里、吹上町田尻がそれぞれ接しており、西方は東シナ海に面している。
小野川周辺に水田がある他は台地となっており、海岸沿いには松林が広がる。
字域の中央部を国道270号が通っている。また、かつては鹿児島交通枕崎線（1984年全線廃止）が国道270号に並行して通っていた。

### 河川
- 小野川

## 歴史

### 小野の成立と中世
現在の小野の区域は平安末期頃には島津荘（庄）寄郡で日置南郷の一部であった。
文治3年に日置南郷の一部であった現在の小野の区域が平重澄に寄進され、翌年に伊作庄に含まれるようになった。
小野という地名は嘉暦2年（鎌倉時代）の「伊作荘預所見参料請取状」に「伊作・日置・内小野・古垣両名見参料」として見えるのが初見であるとされ、薩摩国伊作荘のうちの名田名であった。

### 近世の小野
江戸期には薩摩国阿多郡伊作郷（外城）のうちであった。村高は「天保郷帳」及び「郡村高辻帳」では720石余、「三州御治世要覧」には484石余、「伊作名勝志再撰帳」には449石余、「旧高旧領取調帳」には444石余と記載されている。

### 町村制施行以後
1889年（明治22年）に町村制が施行されたのに伴い伊作郷の区域より伊作村が成立し、江戸期の小野村は伊作村の大字「小野」となった。1909年（明治42年）に字域内にあった小鳥神社が中原にある大汝牟遅神社に合祀された。
1922年（大正11年）には伊作村が町制施行し、伊作町となり同町の大字となり、1955年（昭和30年）に伊作町と永吉村が合併し、吹上町が新設され同町の大字となった。
2005年（平成17年）には吹上町が伊集院町、東市来町、日吉町と合併し日置市が新設され、大字小野は日置市の大字「吹上町小野」となった。

## 小・中学校の学区
市立小・中学校に通う場合、学区（校区）は以下の通りとなる。
| 大字       | 区域 | 小学校             | 中学校             |
| ---------- | ---- | ------------------ | ------------------ |
| 吹上町小野 | 全域 | 日置市立花田小学校 | 日置市立吹上中学校 |

## 交通

### 道路
国道
- 国道270号

### 鉄道
1984年までは吹上町永吉に所在していた鹿児島交通枕崎線の永吉駅または吹上町中原にあった吹上浜駅が最寄駅であったが同線の廃止により廃駅となり現在は利用できない。